# Secotium
Secotium là một chi nấm trong họ Agaricaceae. Chi này phân bố rộng rãi này chứa khoảng 10 loài chủ yếu được tìm thấy ở các vùng khí hậu ấm và khô.